# Calheta de São Miguel
Calheta de São Miguel (in creolo capoverdiano Kadjéta di Son Migel) è una città di Capo Verde, capoluogo della contea di São Miguel. Si trova circa 60 km a nordovest di Praia.